# Axiocteta obliqua
Axiocteta obliqua là một loài bướm đêm trong họ Erebidae.